# Peperomia crusculibacca
Peperomia crusculibacca är en pepparväxtart som beskrevs av William Trelease. Peperomia crusculibacca ingår i släktet peperomior, och familjen pepparväxter. Inga underarter finns listade i Catalogue of Life.